# Patra Tani
Patra Tani is een bestuurslaag in het regentschap Muara Enim van de provincie Zuid-Sumatra, Indonesië. Patra Tani telt 948 inwoners (volkstelling 2010).